# Alfons Sassen
Alphons Cornelis Eduard Maria (Alfons) Sassen (Geertruidenberg, 28 december 1926 – Ecuador, 16 augustus 2008), ook bekend als Alfonso Otero Sassen van Elsloo, was een Nederlands collaborateur tijdens de Tweede Wereldoorlog. Hij was het jongere broertje van de Kriegspropagandist Willem Sassen.

## Biografie

### Familie
Alfons Sassen was het laatste kind uit het huwelijk van Jan Sassen en Johanna van Bavel. Het gezin bestond uit zes kinderen: Maria, Georgette, Willem, Johanna, Francisca en Alfons zelf. Het was een rooms-katholiek gezin en vader Jan was betrokken in de lokale politiek. Sassen senior was gegrepen door het Groot-Nederlands gedachtegoed en het Vlaams activisme. Hij dreef voor de firma Sassen handel in Nederland en België en op deze wijze kwam hij in aanraking met het Vlaams activisme. Alfons' oom, de toneelschrijver Ad Sassen, was vlak voor de oorlog lid van Zwart Front, de beweging van Arnold Meijer. De familie Sassen stond bekend als nationaalsocialistisch.

### Oorlog
Alfons, beter bekend als 'Fonske', was dertien toen de oorlog begon. Zijn oudste broer Willem vocht aan het front tegen de Duitsers. In juni 1941 meldde zijn broer Willem (Wim) zich aan als vrijwilliger voor het Oostfront. Alfons was te jong, al was hij wel gegrepen door de leus van de priester-dichter en Vlaamse activist Cyriel Verschaeve om te strijden als een St.-Joris tegen de communistische draak. Hij moest wachten tot 1944. Hij meldde zich voor het Oostfront maar werd afgekeurd. Tegen die tijd was zijn broer Wim redacteur van De Courant/Nieuws van de Dag (Telegraaf) geworden. Hij zou Alfons een aanstelling proberen te laten krijgen als Kriegsberichter. De hele familie zette zich inmiddels in voor de nazi-propagandamachine: Maria als vertolkster van de Neues Order, Georgette als Vortragekunstlerin. Francisca en Johanna waren verloofd met SS-kopstukken en spraken voor Zender Brussel en Stuttgart. Vader Jan was NSB-oorlogsburgemeester geworden en sprak zo nu en dan voor Zender Hilversum.
Sassen verrichtte allerlei klusjes totdat hij zijn diensten aan de SD-Stelle Driebergen aanbood. Voor de Duitse geheime dienst voerde hij undercoveroperaties uit in het westen van het land. Hij moest verzetsbewegingen benaderen en penetreren.

### Roofovervallen
Sassen en een andere Abwehr-medewerker gebruiken hun positie om in Den Haag en omstreken voor eigen gewint roofovervallen te plegen. Toen ze gepakt werden kwam broer Wim tussenbeide. Sassen kwam vrij en werd gerekruteerd voor de nazi-ondergrondse, de zogenaamde Weerwolven-beweging, die operationeel zou worden wanneer de geallieerde legers Nederland hadden bevrijd.

### Bevrijding
Van de nazi-ondergrondse kwam weinig terecht. Inmiddels had broer Wim een akkoordje gesloten met het verzet. In ruil voor een onderduikadres en hulp bij het ontkomen aan de Nederlandse justitie, zouden Wim en Alfons alle beschikbare informatie over de Duitse Abwehr, de Weerwolven en collaborateurs overhandigen. Na de bevrijding werden Alfons en Wim door elementen uit het verzet ondergebracht op een schuiladres in Alkmaar. 
Alfons werd echter niet gezocht en hij bood zijn diensten aan de Nederlandse opsporingsdienst van Wim Sanders aan. Daar werd hij in het team ingelijfd als agent no. 210. Zijn taak was de Duitse weerstandsbeweging op te rollen. Sassen werd door diverse Nederlandse opsporingsbureaus ingezet om Duitse kameraden op te sporen. Daarnaast zou hij zich moeten bezighouden met de infiltratie van communistische bewegingen. De Koude Oorlog was begonnen.

### Vlucht
De inlichtingenrapporten die Sassen had ingediend, bleken na verloop van tijd op zijn fantasie te zijn gebaseerd. Hij werd gearresteerd en kwam in juni 1948 vrij. Sassen week uit naar Spanje. Via de contacten van zijn inmiddels naar Ecuador uitgeweken zus Maria Sassen en de Spaanse generaal Moscardó vertrok ook Alfons naar Ecuador.

### Ecuador
In Ecuador ging Sassen als militair instructeur aan de slag. In de decennia die daarop volgden sloot hij zich aan bij een groep nazi-diehards die zich met internationale wapen-, cocaïnehandel bezighielden. Hij klom op tot veiligheidsadviseur van de Ecuadoraanse politie en bestreed samen met de Beul van Lyon Klaus Barbie politieke opponenten van de militaire junta's.

### 1984
In 1983/84 bracht de Duitse journalist Kai Hermann naar buiten dat Alfons Sassen betrokken was bij een internationale fascistische beweging, waartoe niet alleen Klaus Barbie en broer Wim, maar ook SS-generaal Friedrich Schwend en Luftwaffe-aas Hans-Ulrich Rudel behoorden. Nadien werd het stil rondom Sassen. Ondanks dat het oorlogsverleden van de familie Sassen bekend werd, had de Nederlandse justitie geen interesse in de uitlevering van Alfons. Barbie daarentegen werd wel aan Frankrijk uitgeleverd. Volgens de Nederlandse justitie was Sassen in de oorlog minderjarig en daardoor was zijn straf kwijtgescholden.
Halverwege de jaren zeventig was de in absentia uitgesproken straf van Willem Sassen en de oudste zus Maria Sassen verjaard. Alle Sassens uit Geertruidenberg bleven geloven in de ideologie van het nationaalsocialisme. Bij zijn dood werden zijn verzamelde nazi-memorabilia via internet verkocht.